# Ağrı (district)
Ağrı is een Turks district in de provincie Ağrı en telt 133.592 inwoners (2007). Het district heeft een oppervlakte van 1497,3 km². Hoofdplaats is Ağrı.
De bevolkingsontwikkeling van het district is weergegeven in onderstaande tabel.
| 1997    | 2000    | 2007    |
| ------- | ------- | ------- |
| 107.185 | 119.743 | 133.592 |